# Pavel Voráček
Pavel Voráček (23. března 1986 Praha) je český klavírista.

## Životopis
Pavel Voráček je absolventem Gymnázia Jana Nerudy s hudebním zaměřením v Praze u prof. Martina Ballýho a pražské HAMU ve třídě doc. Miroslava Langera. Byl stipendistou na Royal Birmingham Conservatoire ve Velké Británii, kde studoval klavír pod vedením Margaret Fingerhutové a Philipa Martina, komorní hudbu pak pod vedením Johna Humphreyse. Absolvoval mistrovské kurzy u Petera Donohoe a Andrewa Balla. V roce 2017 absolvoval mistrovský kurz u Saleema Ashkara. V roce 2019 získal titul PhD. na Ostravské univerzitě.[zdroj?]
Vydal několik kompaktních disků, spolupracuje též s Českým rozhlasem, koncertuje v Česku i v zahraničí.[zdroj?]

## Diskografie
- Pavel Voráček, Piano Recital, Sheva Collection, 2021
- MÉLODIES, Michaela Zajmi, Lukáš Zeman, Pavel Voráček, Radioservis, 2021